# Gentry (Automarke)

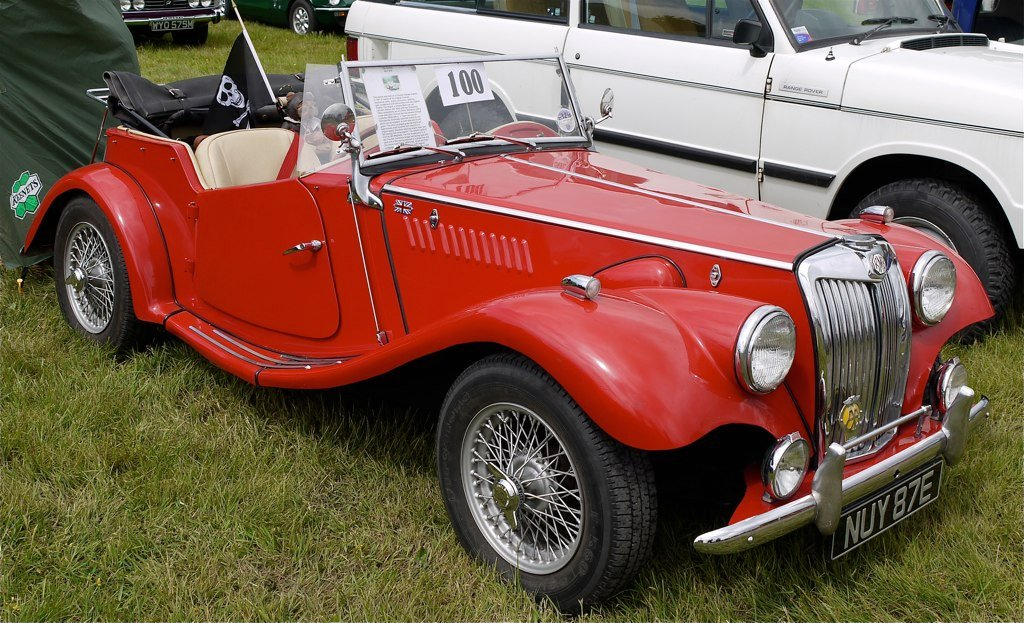
Gentry

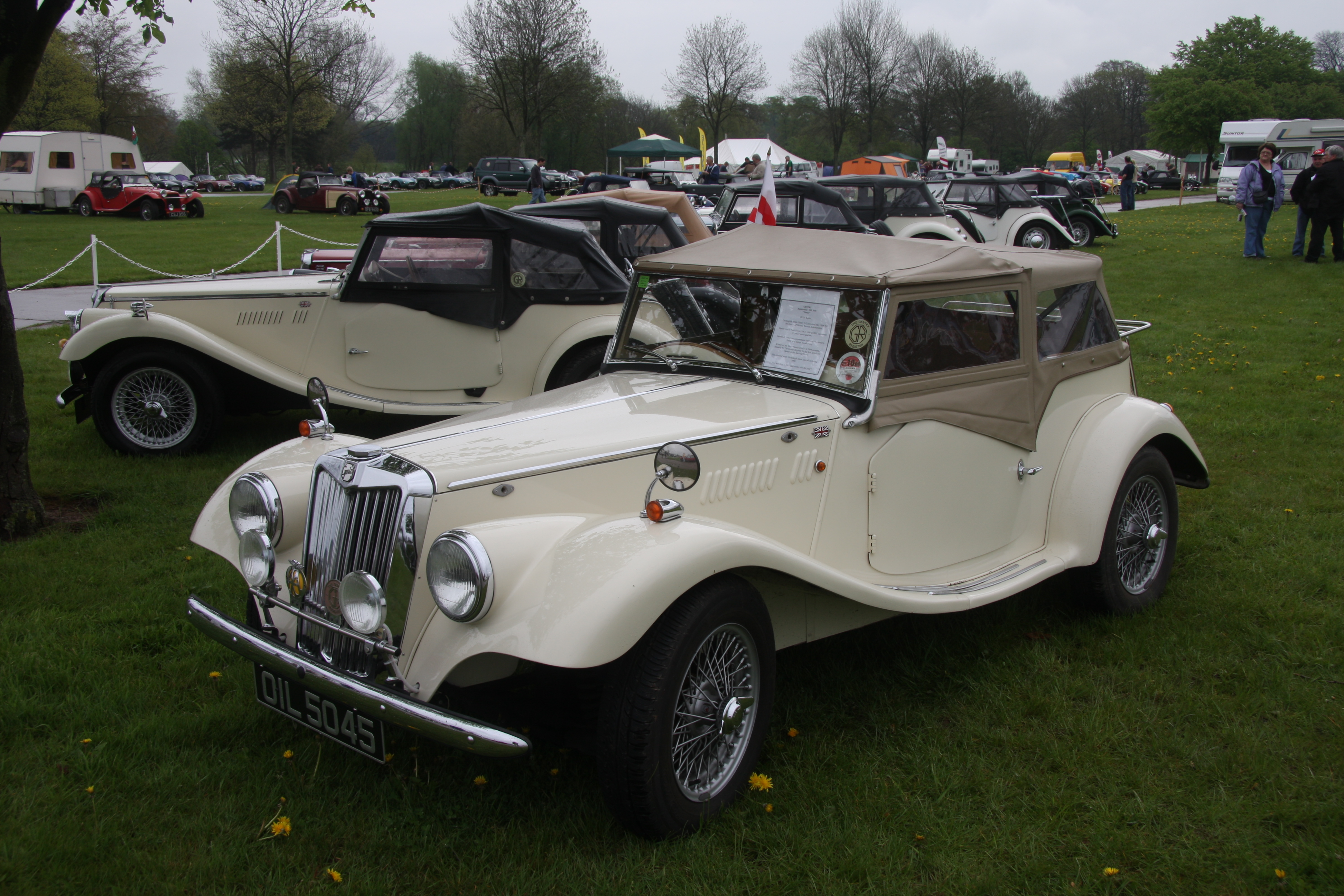
… mit Verdeck

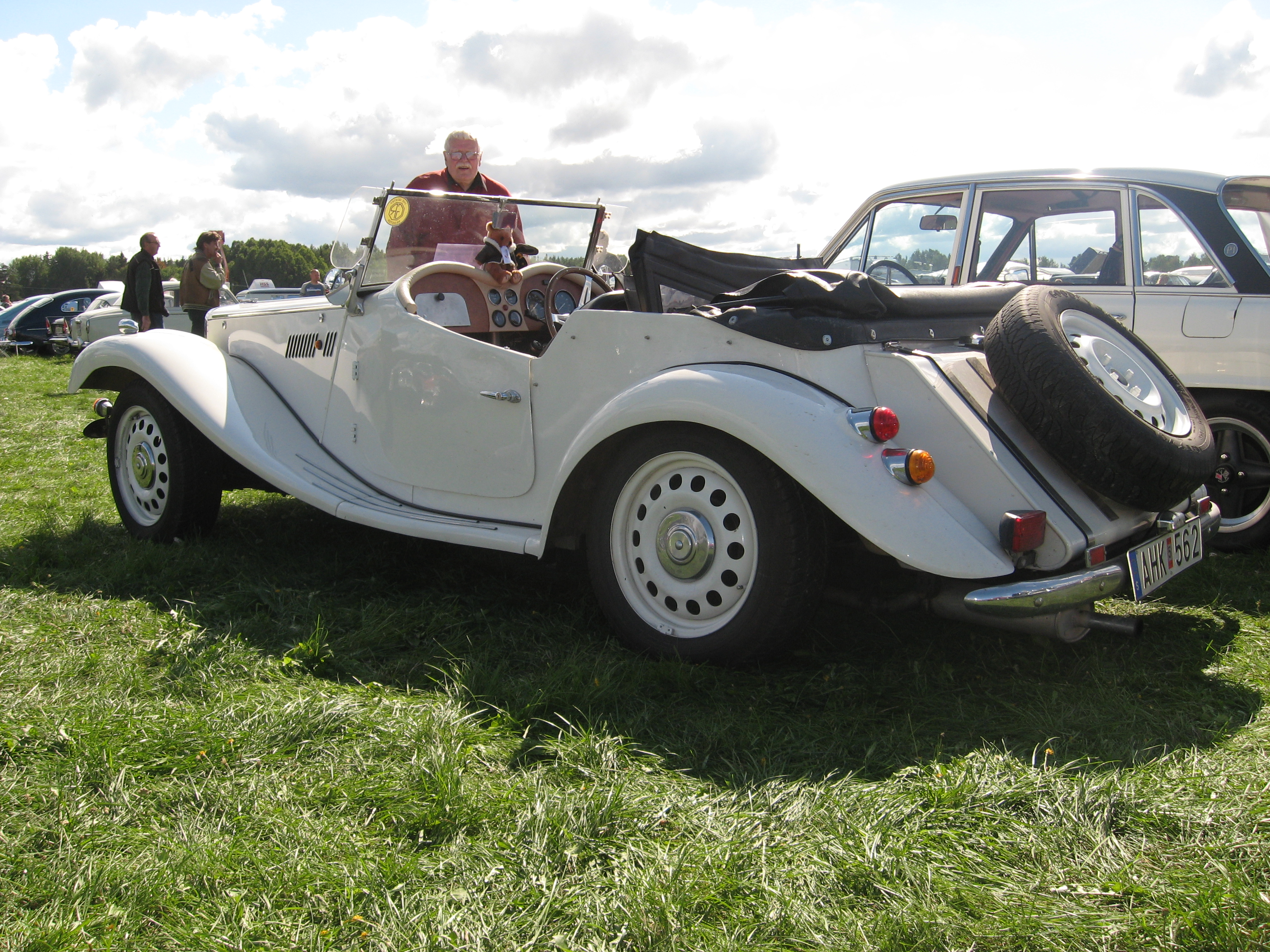
Heckansicht

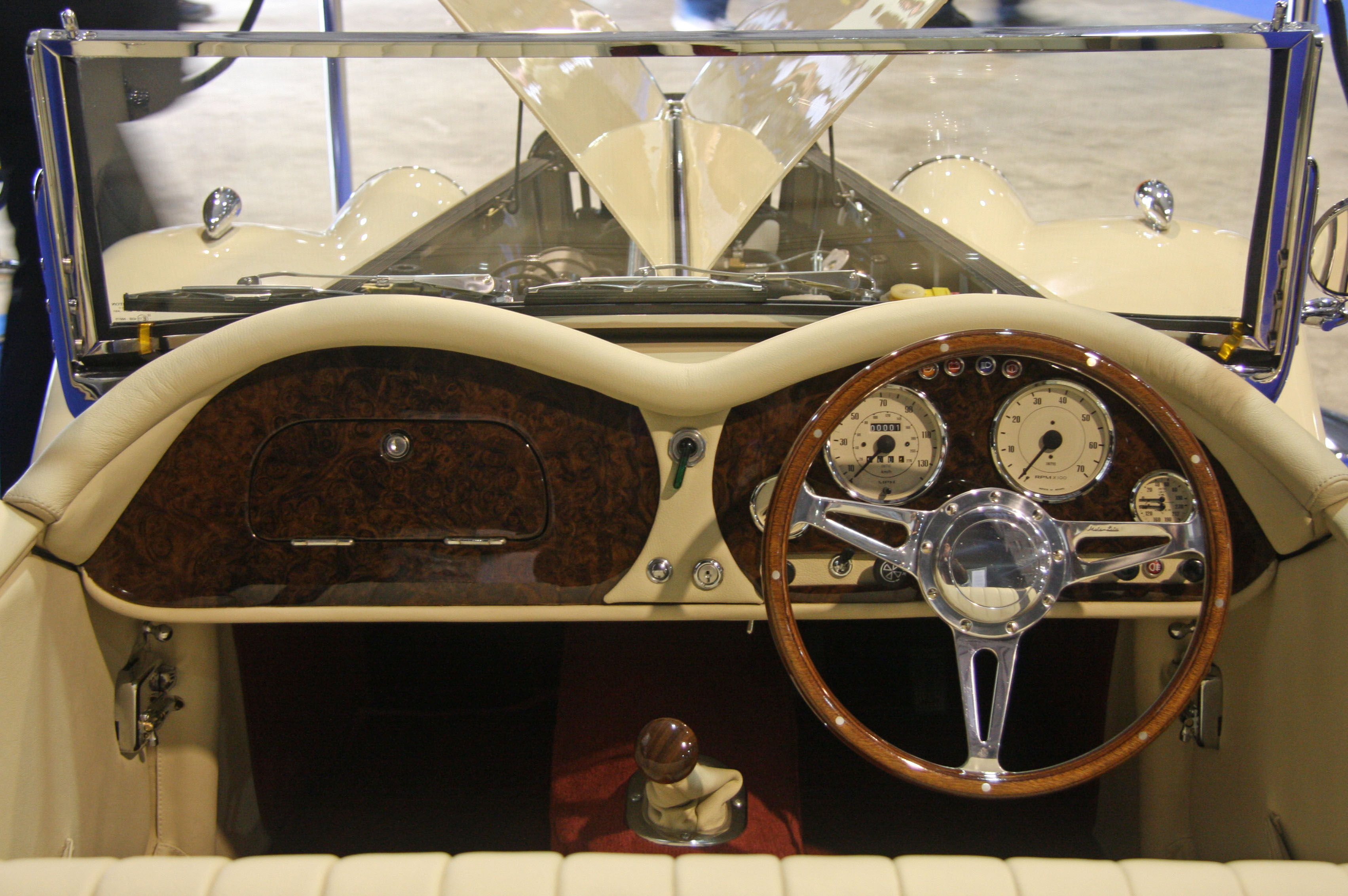
Interieur

Gentry ist eine britische Automarke.

## Markengeschichte
Roger M. Blockley, der zuvor für Triumph tätig war, gründete 1973 das Unternehmen RMB Motors in Barwell in der Grafschaft Leicestershire. Er begann mit der Produktion von Automobilen und Kits. Der Markenname lautet Gentry. Terry Phillips und Mick Sinclair von TM Motors aus dem gleichen Ort übernahmen 1989 die Produktion. Später folgte eine Umbenennung in SP Motors und 1997 in TP Motors, als Sinclair das Unternehmen verließ. 2001 endete die Produktion zunächst. Die Vintage Motor Company aus Pontefract in West Yorkshire unter Leitung von Alan Beillby produzierte von 2002 bis 2006 und Gentry Motor Car Company aus Nuneaton in Warwickshire unter Leitung von Geoff Beston und Ellen Beston seit 2008. Insgesamt entstanden bisher etwa 2500 Exemplare.

## Fahrzeuge
Im Angebot steht nur ein Modell. Es ähnelt dem MG TF aus den 1950er Jahren. Anfangs kam ein Fahrgestell vom Triumph Herald mit Vierzylindermotor bzw. vom Triumph Vitesse mit Sechszylindermotor zum Einsatz. Dazu kam ein Rohrrahmen. Der Aufbau bestand teilweise aus Sperrholz, Aluminium und Fiberglas. Ab 1975 waren sowohl ein kürzeres Fahrgestell vom Triumph Spitfire als auch ein selbst entwickeltes Fahrgestell verfügbar. 1989 kam ein Ford-Fahrgestell dazu.